# Біоінженерія

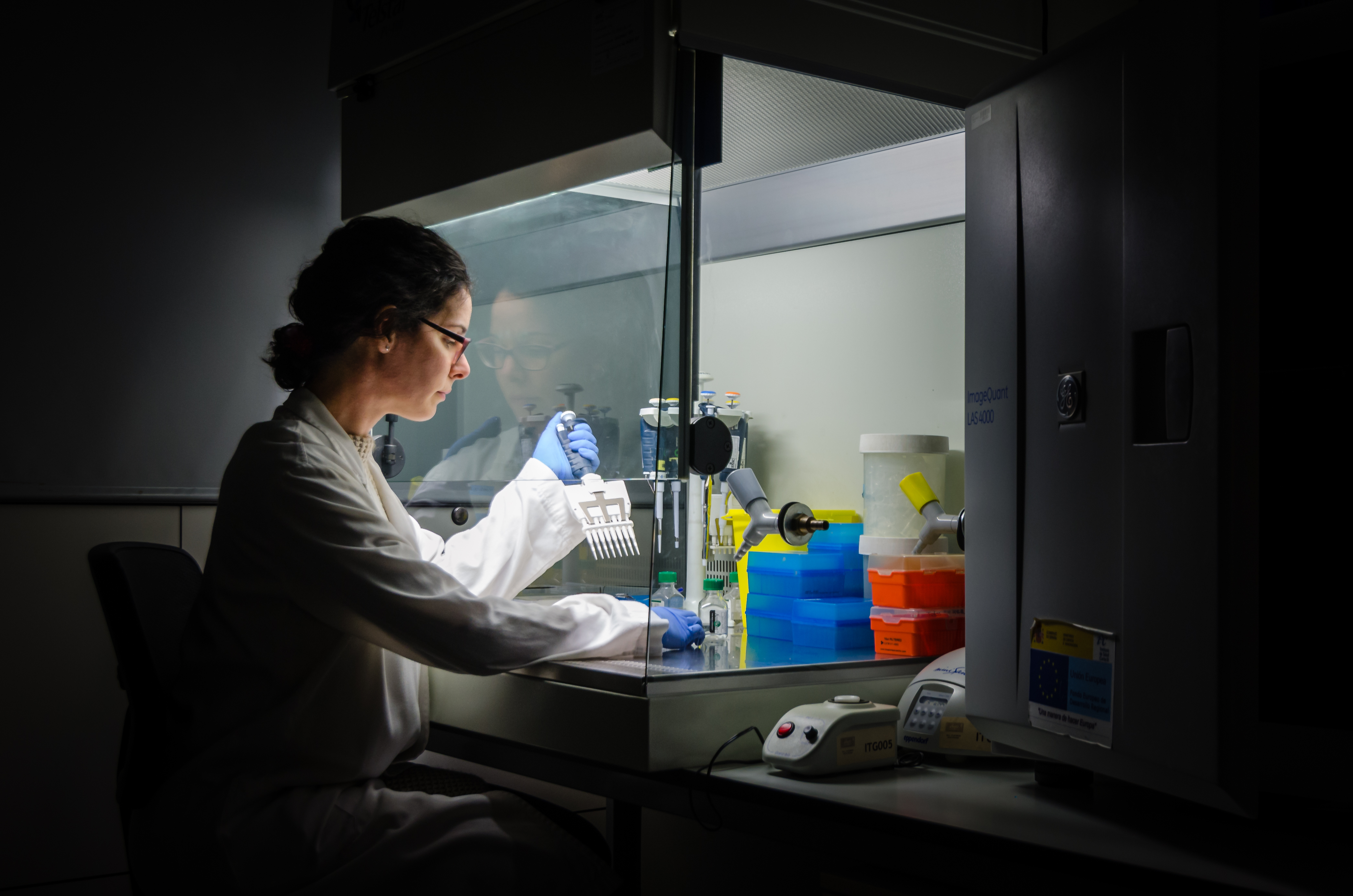
Науково-дослідницька робота в лабораторії

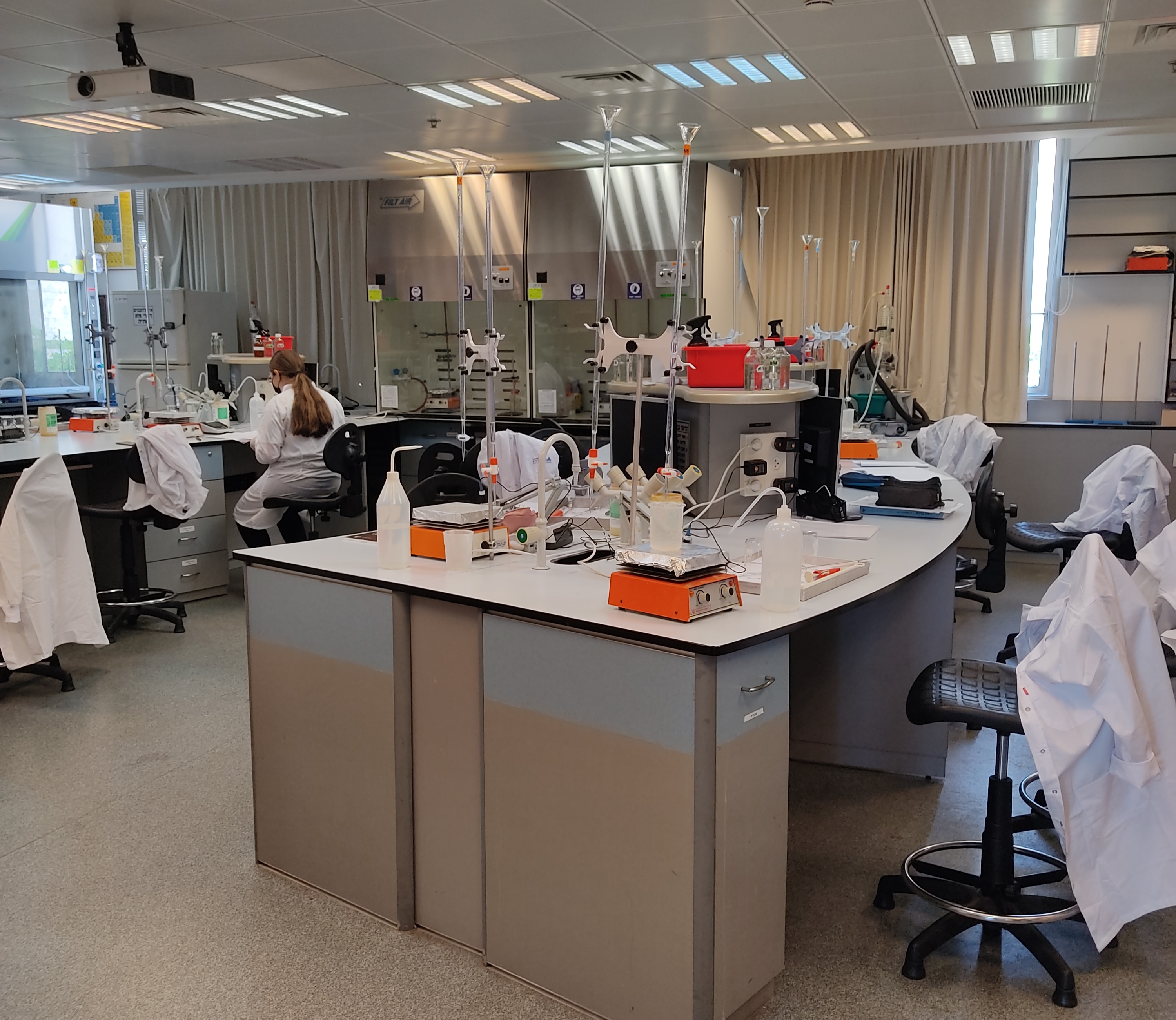
Лабораторія

Біологічна інженерія або біоінженерія (англ. bioengineering) — це галузь інженерії, яка поєднує інженерні принципи з  біологією та медициною для вирішення складних питань у цих сферах. Біоінженери використовують свої знання з біології, фізики, хімії та математики для розробки технологій, які сприяють покащенню здоров’я та якості життя  людини.
Біоінженерія охоплює широкий спектр дисциплін, включаючи біоматеріали, генну, клітинну та тканинну інженерію, біомедичну візуалізацію, біомеханіку, біоінформатику та синтетичну біологію. Приклади застосування біоінженерії включають розробку штучних органів, проектування протезів кінцівок, створення нових ліків і методів лікування та розробку технологій медичної візуалізації.
Ця галузь є міждисциплінаною,об'єднуючи знання з  біології, медицини, фізики, хімії, матеріалознавства та інформатики. Швидкий розвиток біоінженерії відкриває нові можливості для поліпшення здоров’я та добробуту людей.
Біоінженерія охоплює різні напрямки: від створення штучних органів для відновлення втрачених фізіологічних функцій               (біомедична інженерія) і до  генетичної модифікації рослин і тварин  (генетична інженерія), а також молекулярного конструювання сполук із заданими властивостями (білкова інженерія, інженерна ензимологія). У немедичних аспектах біоінженерія тісно стикається з біотехнологією.
Загалом інженери-біологи пагнуть  імітувати біологічні системи для створення нових продуктів, або модифікувати та контролювати біологічні системи. Співпрацюючи з лікарями, клініцистами та дослідниками, біоінженери використовують традиційні інженерні принципи та методи для вирішення біологічних процесів, включаючи способи відновлення, підтримки, посилення, заміни або прогнозування хімічних і механічних процесів.

## Галузі
Залежно від закладу та конкретних визначень, що використовуються, деякі основні галузі біоінженерії можна класифікувати як (зауважте, що вони можуть збігатися):
1. Біомедична інженерія: застосування інженерних принципів і концепцій дизайну в медицині та біології для цілей охорони здоров’я.[6]
  - Генетична інженерія
  - Тканинна інженерія
  - Нейроінженерія
  - Фармацевтична інженерія
  - Клінічна інженерія
  - Біоінформатика
  - Біомеханіка
  - Робототехніка
2. Біохімічна інженерія: інженерія ферментації, застосування інженерних принципів до мікроскопічних біологічних систем, які використовуються для створення нових продуктів шляхом синтезу, включаючи виробництво білка з відповідної сировини.
3. Інженерія біосистем: застосування інженерних принципів і концепцій проектування в сільському господарстві, харчових науках і екосистемах.
4. Інженерія біопроцесів: розробляє технологію для моніторингу умов, де відбувається певний процес (Наприклад: проектування біопроцесів, біокаталіз, біосепарація, біоенергетика, біомолекулярна електроніка).
5. Екологічна інженерія: застосування інженерних принципів для контролю навколишнього середовища для здоров’я, комфорту та безпеки людей. Вона включає в себе область систем життєзабезпечення для дослідження космічного простору та океану.
6. Ергономічна інженерія: застосування інженерії, фізіології та психології для оптимізації відносин людина-машина. (Наприклад: фізична ергономіка, когнітивна ергономіка, взаємодія людини та комп’ютера)
7. Біотехнологія: використання живих систем і організмів для розробки або виготовлення продуктів.
8. Біоніка: інтеграція біомедицини, більше зосереджена на робототехніці та допоміжних технологіях. (Приклад: протезування)
9. Біодрук: використання біоматеріалів для друку органів і нових тканин (див. також Тканинна інженерія, Органоїд).
10. Біороботика: протези, нейропротезування, екзоскелет.
11. Системна біологія: молекули, клітини, органи та організми досліджуються з точки зору їх взаємодії та поведінки.
12. Біоміметика: імітація моделей, систем і елементів природи з метою вирішення складних проблем людини. (Приклад: липучки, розроблені після того, як Джордж де Местраль помітив, як легко бори прилипають до шерсті собаки).
13. Біомеханічна інженерія: це застосування принципів машинобудування та біології для визначення того, як ці сфери пов’язані та як їх можна інтегрувати для потенційного покращення здоров’я людини.

## Історія
Термін «біоінженерія» був введений британським вченим і мовником Хайнцом Вольфом у 1954 році в Національному інституті медичних досліджень. Того року Вольф закінчив навчання і став директором відділу біологічної інженерії в університеті. Це був перший раз, коли біоінженерія була визнана власною галуззю в університеті. Електротехніка була першим напрямком цієї дисципліни через роботу з медичними пристроями та машинами в цей час.
Коли інженери та вчені-біологи почали працювати разом, вони визнали, що інженери недостатньо знають про справжню біологію, що стоїть за їх роботою. Щоб вирішити цю проблему, інженери, які хотіли займатися біологічною інженерією, приділяли більше часу вивченню процесів біології, психології та медицини.
Перша програма біологічної інженерії в Сполучених Штатах була розпочата в Каліфорнійському університеті в Сан-Дієго в 1966 році  Останні програми були запущені в MIT  та Університеті штату Юта .  Багато старих факультетів сільськогосподарської інженерії в університетах по всьому світу перейменували себе в сільськогосподарську та біологічну інженерію або сільськогосподарську та біосистемну інженерію. За словами професора Дага Лауффенбургера з Массачусетського технологічного інституту,   біологічна інженерія має широку основу, яка застосовує інженерні принципи до величезного діапазону розмірів і складності систем, починаючи від молекулярного рівня (молекулярна біологія, біохімія, мікробіологія, фармакологія, білкова хімія, цитологія, імунологія, нейробіологія та нейронаука) до клітинних і тканинних систем (включаючи пристрої та сенсори), до цілих макроскопічних організмів (рослин, тварин) і навіть до біомів та екосистем.

## Додаткова літертура

### Книги
- Серія книг Series in BioEngineering (Springer Nature, 2013-2023+)
- Серія книг Series on Bioengineering and Biomedical Engineering (World Scientific, 2004-2023+)

### Журнали
- Nature Reviews Bioengineering (Nature Portfolio, Springer Nature)
- Biotechnology and Bioengineering (Wiley-VCH Verlag)
- Journal of Bioscience and Bioengineering (Elsevier)
- Frontiers in Bioengineering and Biotechnology (Frontiers Media)
- Engineering in Life Sciences (Wiley-VCH Verlag)
- Bioengineering (MDPI)
- Cellular and Molecular Bioengineering (Springer Nature)
- Bioengineering and Translational Medicine (John Wiley & Sons)